# Bernard Theodor Carl Straeter

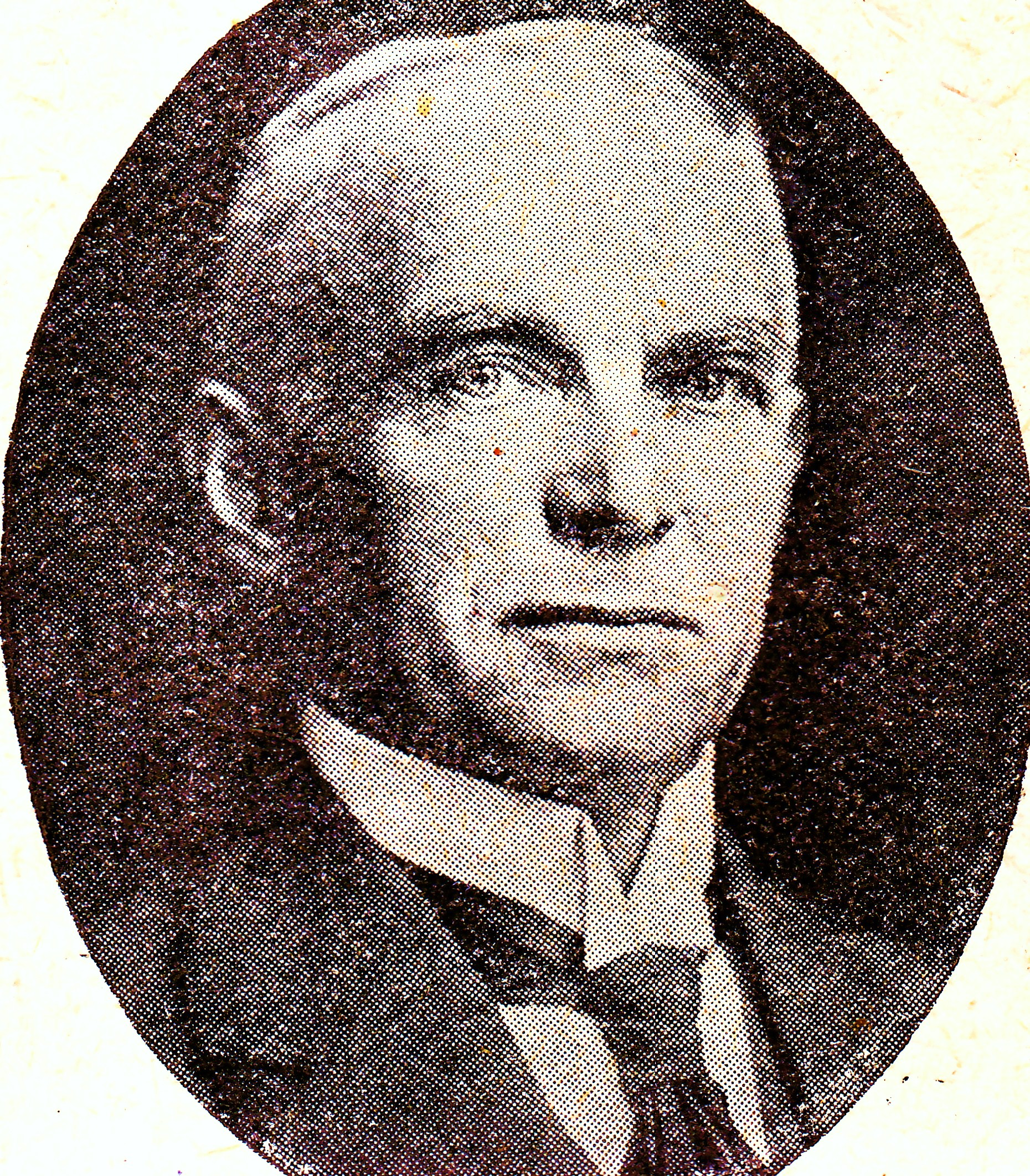
Bernard Theodor Carl Straeter.

Bernard Theodor Carl Straeter (Tilburg, 20 augustus 1861 – Ems (Duitsland), 6 september 1920) was een Nederlands industrieel en lid van de Eerste Kamer der Staten-Generaal.

## Politieke loopbaan en commissies
Straeter volgde een handelsopleiding en werd fabrikant van wollen stoffen (de firma "Straeter-Bahlmann" te Tilburg). Hij was lid van de Eerste Kamer der Staten-Generaal voor de provincie Noord-Brabant van 23 maart 1920 tot zijn dood en was verder lid van de Vereniging van fabrikanten in wollen stoffen, ondervoorzitter van de Kamer van Koophandel, voorzitter van de Vereniging voor textielfabrikanten in 's-Hertogenbosch, lid van de Rooms Katholieke Centrale Raad van Bedrijven en lid van de Hoge Raad van bedrijven.